# Минских, Николай Григорьевич
Николай Григорьевич Минских (2 декабря 1899, дер. Обоянь, Обоянский уезд, Курская губерния, Российская империя — 8 апреля 1938, Хабаровск, РСФСР) — советский государственный деятель, председатель Сахалинского облисполкома (1934—1936).

## Биография
Работал секретарем Обоянского уездного комите-та ВКП(б), заведующим уездным отделом народного образования.
Окончил Московский институт гражданских инженеров.
Продолжил трудовую деятельность в бюро нормирования строительного производства Госплана СССР, затем являлся руководителем группы капитального строительства в Хабаровске, заместителем председателя Дальневосточной краевой Контрольной комиссии рабоче-крестьянской инспекции.
В 1934—1936 гг. — председатель исполнительного комитета Сахалинского областного Совета рабоче-крестьянских и красноармейских депутатов. В 1935 г., после отмены карточной системы, занимался подготовкой и налаживанием свободной торговли продуктами питания и промышленными товарами на Северном Сахалине. Выступил инициатором ремонта, а по существу строительства новой шоссейной дороги между Александровском и селом Дербинское (затем — Тымовское).
В январе 1936 г. решением бюро Сахалинского обкома ВКП(б) был освобожден от должности председателя облисполкома и откомандировало в распоряжение исполнительного комитета Дальневосточного края. 
Работал начальником титула № 22 стройки № 4 Народного комиссариата путей сообщения.
В сентябре 1937 г. был арестован. В апреле 1938 г. выездной сессией Военной Коллегии Верховного Суда СССР за контрреволюционную деятельность был приговорен к высшей мере наказания. В марте 1958 г. Военной коллегией Верховного Суда СССР был реабилитирован.